# Leichtathletik-Europameisterschaften 2010/Teilnehmer (Republik Moldau)
Die Republik Moldau meldete sechs Sportler für die Leichtathletik-Europameisterschaften 2010 vom 27. Juli bis zum 1. August in Barcelona.
| Wettbewerb       | Männer                        | Frauen                                                  |
| ---------------- | ----------------------------- | ------------------------------------------------------- |
| 800 m            |                               | Olga Cristea (21. Platz)                                |
| 3000 m Hindernis | Ion Luchianov (4. Platz)      | Oxana Juravel (12. Platz)                               |
| Hammerwurf       |                               | Marina Marghieva (6. Platz) Zalina Marghieva (5. Platz) |
| Dreisprung       | Vladimir Letnicov (12. Platz) |                                                         |